# Oberleitungsbusstrecke Ogizawa–Kurobedamu
| Tunnelhaltestelle Kurobedamu (Kurobe-Talsperre; 2007)                                                                                          |            |                     |           |
| Streckenlänge: | 6,1 km     |                     |           |
| Stromsystem: | 600 Volt = |                     |           |
| |            |                     |           |
| \| \| 0,0 \| Ogizawa 扇沢 \| 1433 m \| \| \| 0,3 \| \| \| \| \| 3,2 \| Ausweiche \| Ausweiche \| \| \| 6,1 \| Kurobedamu 黒部ダム \| 1450 m \| |            |                     |           |
| U-Bahn-Kopfbahnhof Streckenanfang (Strecke außer Betrieb)                                                                                      | 0,0        | Ogizawa 扇沢        | 1433 m    |
| U-Bahn-Tunnelanfang (Strecke außer Betrieb) | 0,3        |                     |           |
| U-Bahn-Dienststation / Betriebs- oder Güterbahnhof (Strecke außer Betrieb) (im Tunnel)                                                         | 3,2        | Ausweiche           | Ausweiche |
| U-Bahn-Kopfbahnhof Streckenende (Strecke außer Betrieb) (im Tunnel)                                                                            | 6,1        | Kurobedamu 黒部ダム | 1450 m    |

Die Oberleitungsbusstrecke Ogizawa–Kurobedamu (japanisch 関電トンネルトロリーバス, Kanden tonneru tororībasu, auch Kanden Tunnel Trolleybus) wurde zwischen den Endhaltestelle Ogizawa auf dem Gebiet der Stadt Ōmachi in der Präfektur Nagano und Kurobedamu an der Kurobe-Talsperre betrieben. Letztere befindet sich in der Gemarkung der Stadt Tateyama in der Präfektur Toyama. Die Oberleitungsbusstrecke war 6,1 Kilometer lang, wovon 5,8 Kilometer im Tunnel lagen.
Der Tunnel war für den Bau des Wasserkraftwerks an der Kurobe-Talsperre errichtet worden. Er unterquert den 2678 Meter hohen Berg Akazawa. Nach Fertigstellung der Talsperre wurde im Tunnel eine Oberleitungsbusstrecke gebaut, die in die touristische Tateyama Kurobe Alpine Route eingebunden wurde. Sie wurde am 1. August 1964 eröffnet und galt rechtlich als Eisenbahnstrecke. Betreibergesellschaft war die Stromgesellschaft Kansai Denryoku, abgekürzt Kanden.
Die Strecke war einspurig mit einer Ausweiche etwa in Streckenmitte. Die Obusse verkehrten alle 30 Minuten von Mitte April bis Ende November, wobei Konvois von bis zu sieben Obussen gebildet wurden.
Am 23. April 1996 wurde im Verlauf der Tateyama Kurobe Alpine Route eine weitere Obusstrecke zwischen Murodō und Daikanbō in Betrieb genommen.
Zuletzt standen 16 Obusse zur Verfügung, sie trugen die Betriebsnummern 301 bis 316 und wurden zwischen 1993 und 1996 gebaut. Die Fahrzeuge besaßen zusätzlich einen Hilfsmotor. Dieser diente für die Fahrten im nicht elektrifizierten Depot, das sich innerhalb der Schleife Ogizawa befindet.
Am 30. November 2018 wurde mit Ende der Saison der Obusbetrieb eingestellt. Ab 2019 soll die Strecke mit Batteriebussen betrieben werden.

## Bilder

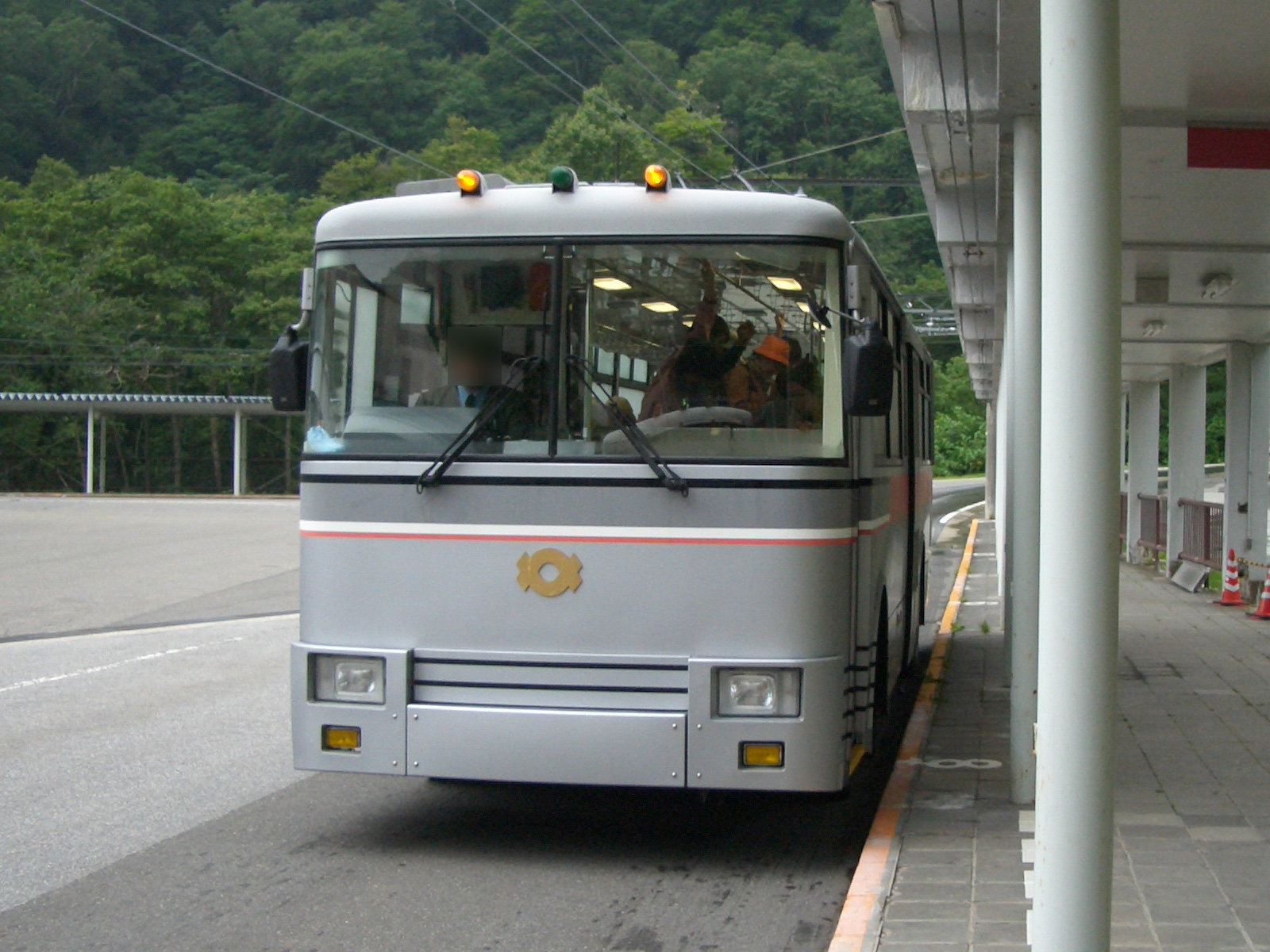
Ankunftshaltestelle in Ogizawa (2006)

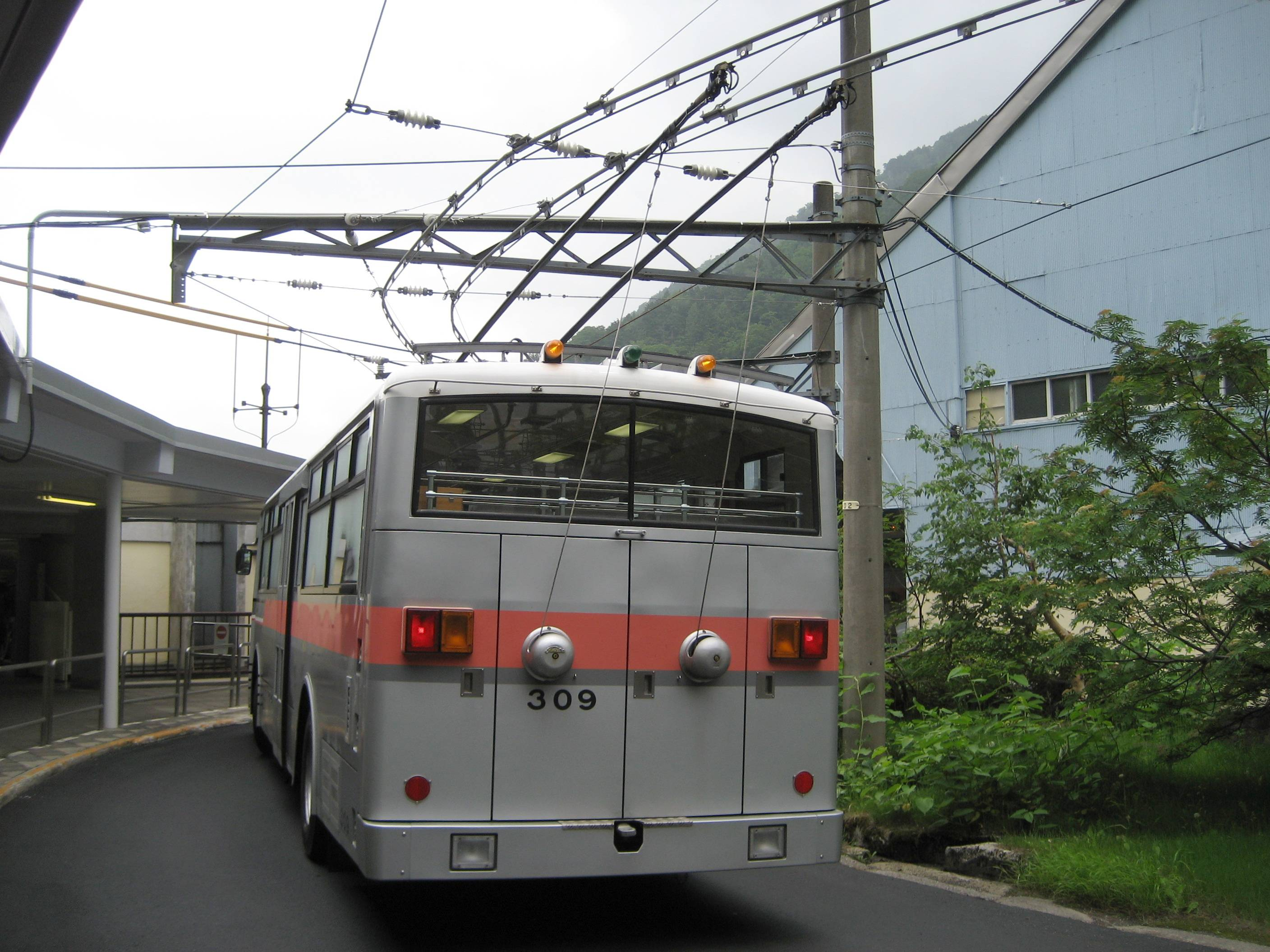
Heckansicht des Obusses 309 in Ogizawa (2007)